# Таксим (стадион)
Таксим был первым футбольным стадионом в Стамбуле. Являлся домашней ареной всех футбольных клубов Стамбула: «Галатасарай», «Фенербахче» и «Бешикташ». Имел вместимость приблизительно 8 000 человек.

## История
Стадион был построен в 1921 году в центре города, в районе Таксим. Первая игра сборной Турции проходила на стадионе Таксим против Румынии 26 октября 1923 года.
Был демонтирован в 1940 году, из-за реконструкции квартала Таксим, на месте участка был сделан общественный парк.